# Yosodadi
Yosodadi is een bestuurslaag in het regentschap Metro van de provincie Lampung, Indonesië. Yosodadi telt 7785 inwoners (volkstelling 2010).